# Atentado em Brasília em 2024
O atentado em Brasília em 2024 foi um ataque suicida ocorrido em 13 de novembro e que envolveu a detonação de dois explosivos, um no estacionamento da Câmara dos Deputados do Brasil e outro contra a escultura A Justiça, na Praça dos Três Poderes e em frente ao Supremo Tribunal Federal (STF).
Francisco Wanderley Luiz, 59 anos de idade, identificado como o autor do ataque, era um chaveiro que em 2020 havia sido candidato a vereador pelo Partido Liberal (PL) no município de Rio do Sul, em Santa Catarina. Ele teria se radicalizado após a derrota de Jair Bolsonaro nas eleições de 2022 e já havia proferido ameaças a parlamentares e figuras públicas e discursos extremistas em publicações nas suas redes sociais.
Logo após as explosões, o local, onde se encontram sedes do governo brasileiro, como o Palácio do Congresso Nacional, o Palácio do Planalto e o Palácio do Supremo Tribunal Federal, foi isolado e forças de segurança, como o Batalhão da Guarda Presidencial, foram mobilizadas. As explosões tiveram ampla cobertura da imprensa internacional, que repercutiu e destacou a proximidade da 19.ª reunião de cúpula do G20, no Rio de Janeiro.

## Explosões
"O indivíduo trazia consigo uma mochila e estava em atitude suspeita em frente à estátua, colocou a mochila no chão, tirou um extintor, tirou uma blusa de dentro da mochila e a lançou contra a estátua. O indivíduo retirou da mochila alguns artefatos e com a aproximação dos seguranças do STF, o indivíduo abriu a camisa e os advertiu para não se aproximarem"

— Trecho do Boletim de Ocorrência da Polícia Civil

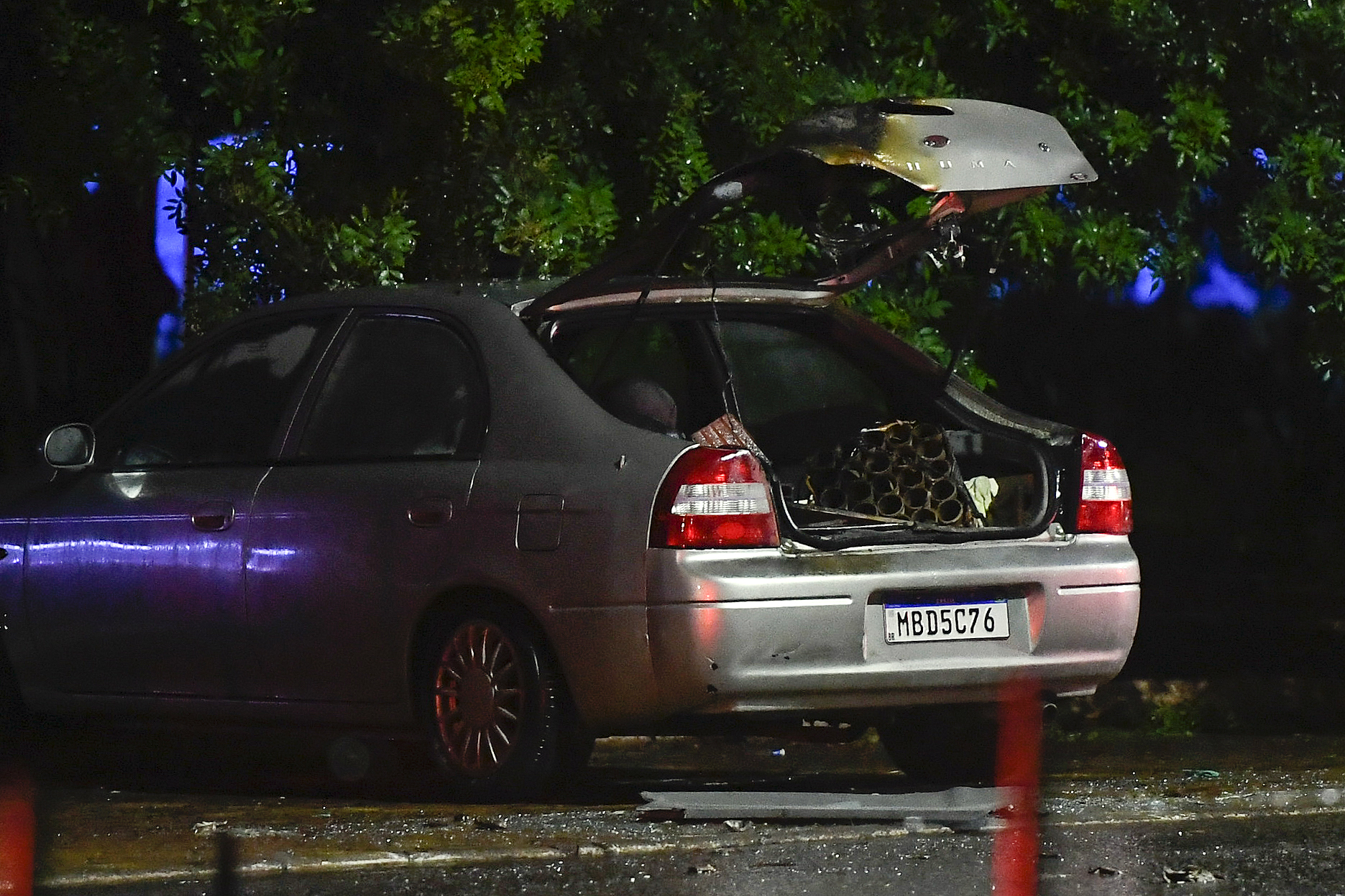
Imagem do carro que explodiu próximo ao Anexo IV da Câmara dos Deputados

Na noite do dia 13 de novembro de 2024, duas explosões atingiram a Praça dos Três Poderes em Brasília, resultando na morte de uma pessoa e na evacuação imediata dos prédios das principais instituições governamentais, incluindo o Supremo Tribunal Federal (STF) e o Congresso Nacional do Brasil. As explosões ocorreram com um intervalo de 18 segundos e foram ouvidas a longa distância. O barulho das explosões foi captado durante uma entrevista da deputada Erika Hilton (PSOL) no Palácio do Planalto. O local foi tomado por uma densa fumaça e foi isolado pela Polícia Militar do Distrito Federal.
Uma equipe de reportagem da TV Brasil se preparava para entrar ao vivo minutos antes do começo do Repórter Brasil e chegou a conversar rapidamente com o autor do atentado, sem saberem de quem se tratava, apesar de este acabar aparecendo em uma entrada durante a exibição do telejornal. As imagens gravadas foram ao ar no dia seguinte e repercutiram nas redes sociais.
Segundo a vice-governadora do Distrito Federal, Celina Leão, a primeira explosão foi de um carro no estacionamento do Anexo IV da Câmara dos Deputados. Um veículo Kia Shuma na cor prata continha fogos de artifício cujas explosões foram filmadas.
Em seguida, o autor do atentado tentou, sem sucesso, ingressar no Palácio do Supremo Tribunal Federal e, posteriormente, detonou os explosivos que portava em seu corpo, resultando em sua morte. De acordo com testemunhas, o autor do ataque atirou um explosivo contra a escultura A Justiça, localizada em frente ao prédio que sedia o STF, antes de explodir as bombas. Um vigilante relatou que um homem retirou diversos objetos de uma mochila, lançou uma blusa contra a escultura, advertiu os seguranças a não se aproximarem, deitou no chão, acendeu e colocou uma bomba junto à própria cabeça, com um travesseiro, e aguardou a explosão. Câmeras de segurança filmaram as explosões.
No momento do atentado, o autor utilizava uma roupa com naipes de baralho. Segundo a Polícia Federal, o acontecimento foi inicialmente considerado um atentado terrorista, mas posteriormente, no laudo final, foi considerado um ataque suicida. O autor portava artefatos explosivos artesanais e um extintor transformado em lança-chamas improvisado. Quando morreu, seu rosto e mão direita ficaram completamente desfigurados, e pedaços dos seus restos mortais foram arremessados a metros do local. Os pertences, bem como o veículo com os fogos de artifício, pertencia ao autor dos ataques.

## Reações

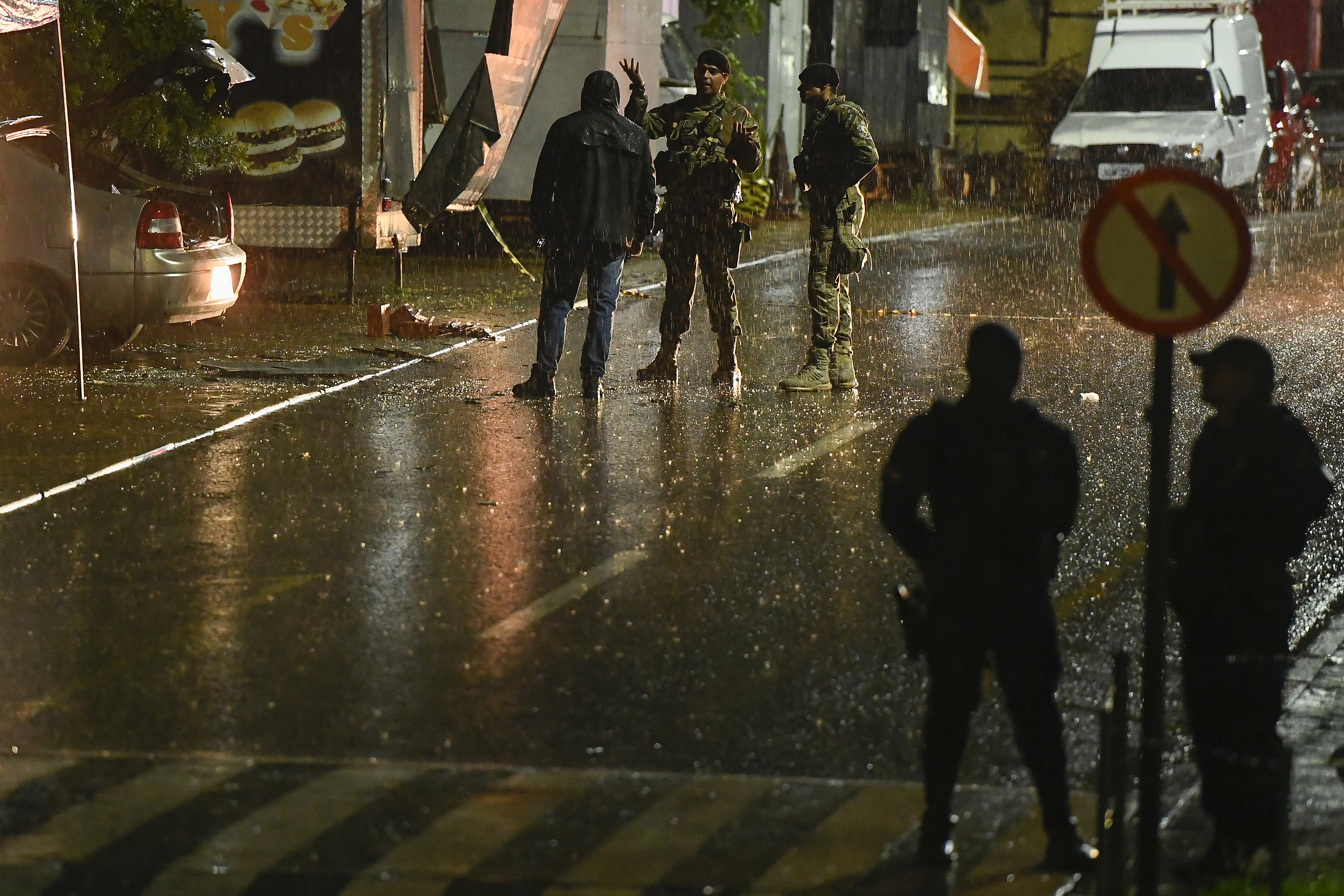
Policiais e soldados próximos do veículo que explodiu

O atentado desencadeou uma operação emergencial das forças de segurança, acionando o "Plano Escudo" do Batalhão da Guarda Presidencial.
Além do isolamento do STF, foram implementadas medidas para garantir a segurança dos arredores do Palácio do Planalto e da Câmara dos Deputados do Brasil. Viaturas e equipes antibombas chegaram rapidamente para avaliar riscos adicionais e realizar uma varredura completa em busca de explosivos remanescentes.
A Câmara dos Deputados estava em sessão para votar uma Proposta de Emenda à Constituição que amplia a imunidade tributária de igrejas; a sessão foi suspensa após a confirmação da morte. O Gabinete de Segurança Institucional da Presidência da República (GSI/PR) coordenou uma inspeção em toda a área para prevenir novos incidentes. A evacuação seguiu um protocolo cauteloso, com orientações para que ninguém permanecesse próximo às janelas do STF, de onde os ministros e servidores foram retirados em segurança, enquanto um perímetro de segurança foi estabelecido ao redor do Congresso, que foi evacuado cerca de uma hora após as explosões.
No momento das explosões, o presidente da República Luiz Inácio Lula da Silva não estava no Palácio do Planalto, mas no Palácio da Alvorada, a quatro quilômetros de distância.
As duas explosões são alvo de uma intensa investigação conduzida pela Polícia Federal e forças de inteligência, com o apoio da segurança local e de peritos especializados.

## Responsável

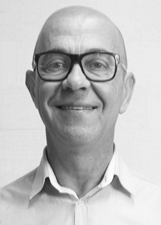
Foto oficial da candidatura de Francisco Wanderley Luiz ao cargo de vereador de Rio do Sul pelo Partido Liberal em 2020

O corpo encontrado na Praça dos Três Poderes foi identificado como o de Francisco Wanderley Luiz (Rio do Sul, 7 de agosto de 1965 – Brasília, 13 de novembro de 2024), de 59 anos. Segundo a PF, ele foi o responsável por causar as explosões. Sob a identificação de "Tiü França", foi candidato a vereador em 2020 pelo Partido Liberal (PL) no município de Rio do Sul, Santa Catarina, mas não foi eleito.
Em Rio do Sul, França atuara como dono de boates nas décadas de 1990 e 2000, posteriormente passando a atuar como chaveiro. Em 2012, foi preso por contravenção, pagando fiança. Seu caso foi denunciado no Ministério Público em 2013, ficando um período em liberdade e em seguida no regime aberto. Sua condenação foi revogada em 2014.
Investigações mostraram que Luiz havia alugado uma casa no Distrito Federal, em Ceilândia. Imagens do circuito interno da Câmara dos Deputados mostraram que ele circulou pelo Anexo IV 11 horas antes das explosões. Antes do atentado, ele publicou em seu perfil no Facebook mensagens enigmáticas com ameaças de bomba contra William Bonner, Fernando Henrique Cardoso, José Sarney e o vice-presidente Geraldo Alckmin, que ele chamou de "comunistas de merda"; o perfil foi removido do ar após as explosões. Luiz também postou uma fotografia de si dentro do plenário do Supremo Tribunal Federal, onde ele esteve no dia 24 de agosto de 2024, e recados ameaçadores direcionados aos presidentes da Câmara dos Deputados e do Senado Federal, Arthur Lira e Rodrigo Pacheco, e aos generais Tomás Paiva e Freire Gomes. Dentre suas publicações feitas naquele dia, uma dizia: "Deixaram a raposa entrar no galinheiro. [...] Ou não sabem o tamanho das presas, ou é burrice mesmo. Provérbios 16:18 (A soberba procede [sic] a queda)".

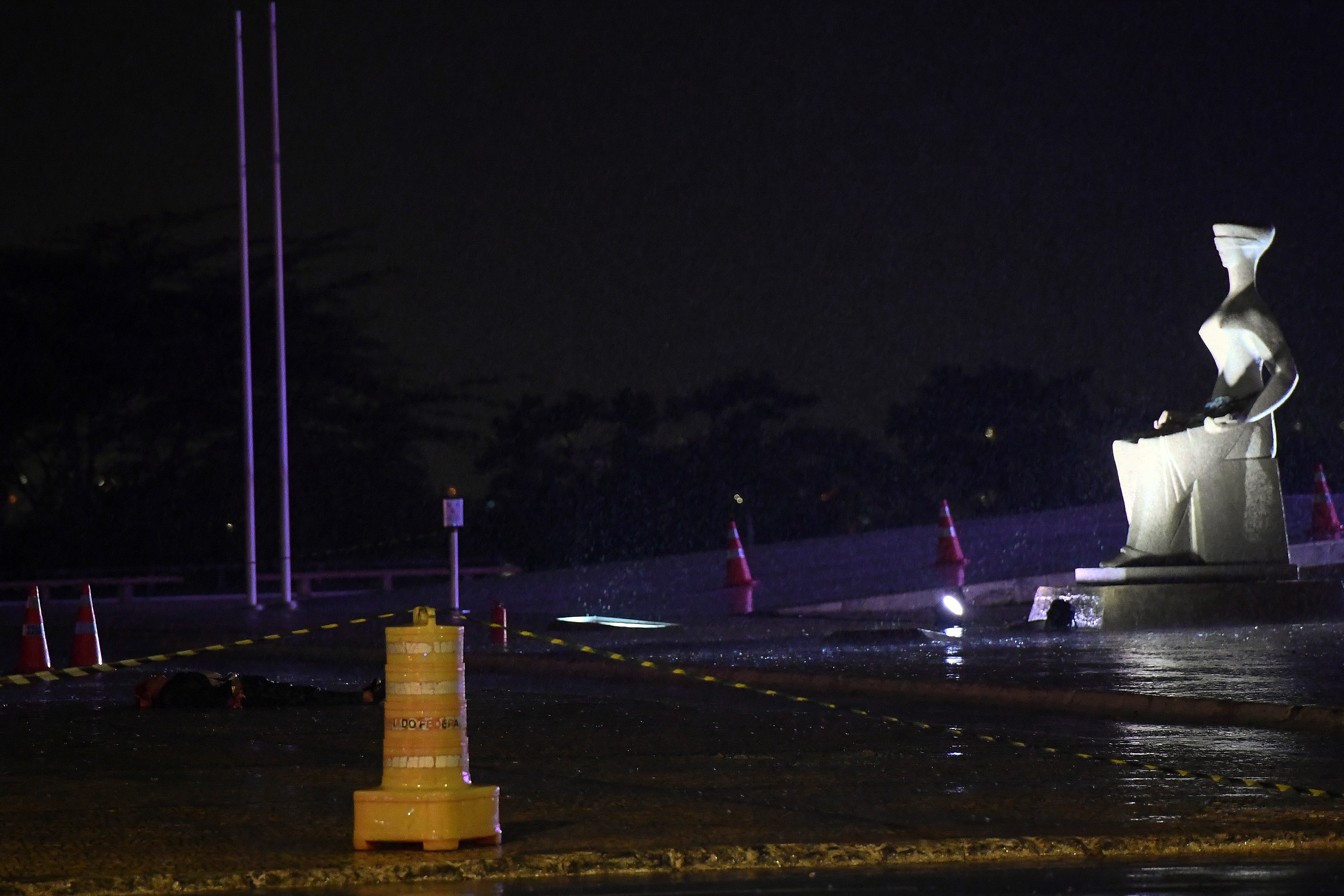
Estátua A Justiça e área ao redor, isolada após o atentado

Na casa alugada por Luiz em Ceilândia, a Polícia Federal encontrou inscrições com referências aos ataques de 8 de janeiro de 2023 em Brasília e um plano de bomba. Uma gaveta do local explodiu quando foi aberta por um robô antibombas. Além da casa e do carro, a polícia federal localizou um trailer alugado pelo autor das explosões, que também estava no estacionamento do Anexo IV da Câmara dos Deputados. Dentro do veículo, a Polícia Federal encontrou, além de roupas, dinheiro, ferramentas e outros objetos, um telefone celular, mais explosivos e um boné com o slogan de campanha de Jair Bolsonaro, "Brasil acima de tudo, Deus acima de todos". As buscas na residência e no trailer foram autorizadas pelo ministro do STF, Alexandre de Moraes.
Em 13 de novembro, um dos filhos de Luiz afirmou à Polícia Federal que recebeu mensagens "em tom de despedida" do pai nos últimos dias. No mesmo dia, Luiz morreu em decorrência de um traumatismo cranioencefálico e queimaduras graves na face devido à explosão da bomba.
A ex-esposa de Luiz declarou ao GloboNews que o seu objetivo era matar o ministro do Supremo Tribunal Federal, Moraes, e quem estivesse próximo. Seu irmão, ainda, confirmou um processo de radicalização política nos dois anos anteriores ao incidente, e Eduardo Marzall, presidente do diretório municipal do PL na eleição em que Luiz se candidatou, descreveu-o como "extremamente bolsonarista, ferrenho apoiador e fanático por Bolsonaro".
Andrei Rodrigues, diretor-geral da Polícia Federal, afirmou que "grupos extremistas estão ativos" e completou que o episódio "não é fato isolado" e está "conectado com várias outras ações que a PF tem investigado no período recente". Na manhã do dia seguinte, na quinta-feira, o STF recebeu uma mensagem com ameaças por e-mail, referenciando também Luiz. Em 26 de novembro, um laudo pericial da Polícia Federal (PF) revelou que Luiz segurava um artefato explosivo próximo à própria cabeça no momento da detonação.
As investigações encontraram as fotografias de Luiz que aparece com militares e políticos, incluindo o ex-procurador da República e ex-coordenador da força-tarefa da Lava Jato no Ministério Público do Paraná, Deltan Dallagnol, do Podemos-PR, e o deputado Eduardo Bolsonaro, do PL-RJ, um dos filhos do ex-presidente Jair Bolsonaro.
Em 29 de abril de 2025, a Polícia Federal do Brasil (PF) concluiu as investigações e disse que o autor do ataque do atentado em frente ao STF agiu sozinho e a motivação do crime foi extremismo político.

## Inquérito e desdobramentos
Em 14 de novembro, o presidente do Supremo Tribunal Federal, ministro Luís Roberto Barroso, designou o ministro Alexandre de Moraes como relator do inquérito referente ao caso. Moraes assumiu a relatoria com base na regra de prevenção, uma vez que já é responsável por inquéritos relacionados a temas semelhantes. O ministro afirmou, ainda, que as explosões representam um reflexo do ódio político que se instalou no Brasil nos últimos anos, destacando que este episódio não é um “fato isolado do contexto”.
Na manhã do dia 17 de novembro, um imóvel de Luiz foi atingido por um incêndio em SC. De acordo com informações apuradas com a Polícia Militar, a ex-esposa de Francisco, Daiane Dias, é suspeita de atear fogo no local. Ela ficou ferida na ocorrência e chegou a ser resgatada por um vizinho, que relatou à imprensa que a mulher apresentava queimaduras pelo corpo quando foi retirada da casa. A família teria confirmado a autoria dela no incidente.
Uma testemunha afirmou à polícia que Dias teria permanecido propositalmente no interior do imóvel em chamas, em uma tentativa de suicídio. Ela teria afirmado em um vídeo, ainda, que planejou o atentado junto do ex-marido. No mês seguinte, dia 3 de dezembro, ela morreu por complicações das queimaduras.